# زين إلى عالم جميل (مسرحية)
زين إلى عالم جميل، مسرحية أطفال كويتية. من إنتاج عام 2011 عرضت في 30 أغسطس 2011 وهي من تاليف هبة مشاري حمادة وإخراج سمير عبود. وهي تحاكي المسرحية قضية الأطفال الأيتام وهي من وحي أوليفر تويست.

## الفنانون المشاركون بالمسرحية
- شجون الهاجري.
- فاطمة الصفي.
- فاطمة الطباخ.
- مبارك سلطان.
- حمد اشكناني.
- علي كاكولي.
- فهد باسم.
- طلال باسم.

جاد مقداد